# Retten i Helsingør
Retten i Helsingør er en byret i Helsingør. Retskredsen for retten dækker de fire kommuner, Helsingør, Gribskov, Fredensborg og Hørsholm Kommune.
Retten har (pr. 2018) én retspræsident og seks dommere.
Retten i Helsingør havde tidligere til huse i det centrale Helsingør, men flyttede i forbindelse med domstolsreformen til bygninger beliggende Prøvestensvej 50, lidt syd for Helsingør by. De nuværende bygninger blev tidligere anvendt som haller af en bilimportør, men blev ombygget efter tegninger af arkitektfirmaet Kasper Danielsen til at rumme ni retssale. Retssalene er udsmykket med kunst fra kunstmuseet Louisiana, der er beliggende i retskredsen.  